# Rasa Schulskyte
Rasa Schulskyte (geboren als Rasa Šulskytė am 5. Juli 1965 in Klaipėda in Litauen; gestorben am 2. April 2002 in Leverkusen) war eine Handballspielerin.

## Vereinskarriere
Rasa Schulskyte spielte anfangs in der Sowjetunion für Eglė Vilnius, mit dem sie 1988 den IHF-Pokal gewann. 1989 verließ sie ihre Heimat und ging nach Deutschland. Dort spielte sie für Bayer 04 Leverkusen und von 1994 bis ins Jahr 2000 für Borussia Dortmund in der Bundesliga aktiv.

## Nationalmannschaft
Rasa Schulskyte stand im Aufgebot der sowjetischen Nationalmannschaft und der litauischen Nationalmannschaft. Für das litauische Team spielte sie bei der Weltmeisterschaft 1993 in Norwegen und warf dabei in sechs Spielen 36 Tore. 1999 gab sie ihr Debüt in der deutschen Nationalmannschaft, für die sie 14 Länderspiele bestritt und dabei 31 Tore warf. Für das deutsche Team war sie zuletzt bei der Weltmeisterschaft 1999 in Norwegen aktiv, danach beendet sie ihre internationale Karriere.

## Trainerin
Im Jahr 2001 war sie Spielertrainerin in der zweiten Mannschaft von Bayer Leverkusen.

## Privates
Sie arbeitete zwischenzeitlich als Geschäftsführerin der Handball-Abteilung in Dortmund, zog sich im Sommer 2001 aber aus der Bundesliga zurück.